# Biswamoyopterus
Biswamoyopterus is een geslacht van zoogdieren uit de familie van de eekhoorns (Sciuridae). De wetenschappelijke naam van het geslacht werd in 1981 gepubliceerd door Saha.

## Soorten
Er worden 3 soorten in dit geslacht geplaatst:
- Biswamoyopterus biswasi Saha, 1981
- Biswamoyopterus gaoligongensis Li et al., 2019
- Biswamoyopterus laoensis Sanamxay et al., 2013